# Santa Cruz de Rufino Tamayo
Santa Cruz de Rufino Tamayo är en ort i Mexiko.   Den ligger i kommunen Santa María Zacatepec och delstaten Oaxaca, i den sydöstra delen av landet, 300 km söder om huvudstaden Mexico City. Santa Cruz de Rufino Tamayo ligger 315 meter över havet och antalet invånare är 124.
Terrängen runt Santa Cruz de Rufino Tamayo är kuperad österut, men västerut är den platt. Santa Cruz de Rufino Tamayo ligger nere i en dal. Runt Santa Cruz de Rufino Tamayo är det glesbefolkat, med 14 invånare per kvadratkilometer. Närmaste större samhälle är Santa María Zacatepec, 6,4 km norr om Santa Cruz de Rufino Tamayo. Omgivningarna runt Santa Cruz de Rufino Tamayo är en mosaik av jordbruksmark och naturlig växtlighet.